# Boxö
Boxö är en ö och by utan fast bosättning i Saltviks kommun på Åland. Boxö hade fast bosättning fram till 2008. Ön ligger cirka 750 meter från Hamnsundets hamn och saknar fast förbindelse med fasta Åland.

## Etymologi
Förledet i Boxö antas vara ett bokkastadher, det vill säga betesplats för bockar.

## Historia

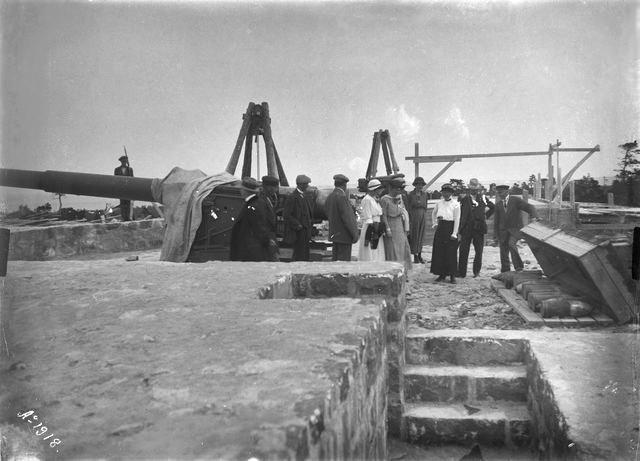
Rysk fortifiering på Boxö under första världskriget.

Den ryska armén befäste Boxö i slutet av 1890-talet. Signatärmakterna av Ålandsservitutet från 1856 tillät att Ryssland efter första världskrigets utbrott befäste Åland. Under kriget fanns både kraftiga kanoner och egen järnväg här. I och med Ålands demilitarisering destruerades Boxöbatteriet 1919.

## Boxögrottan

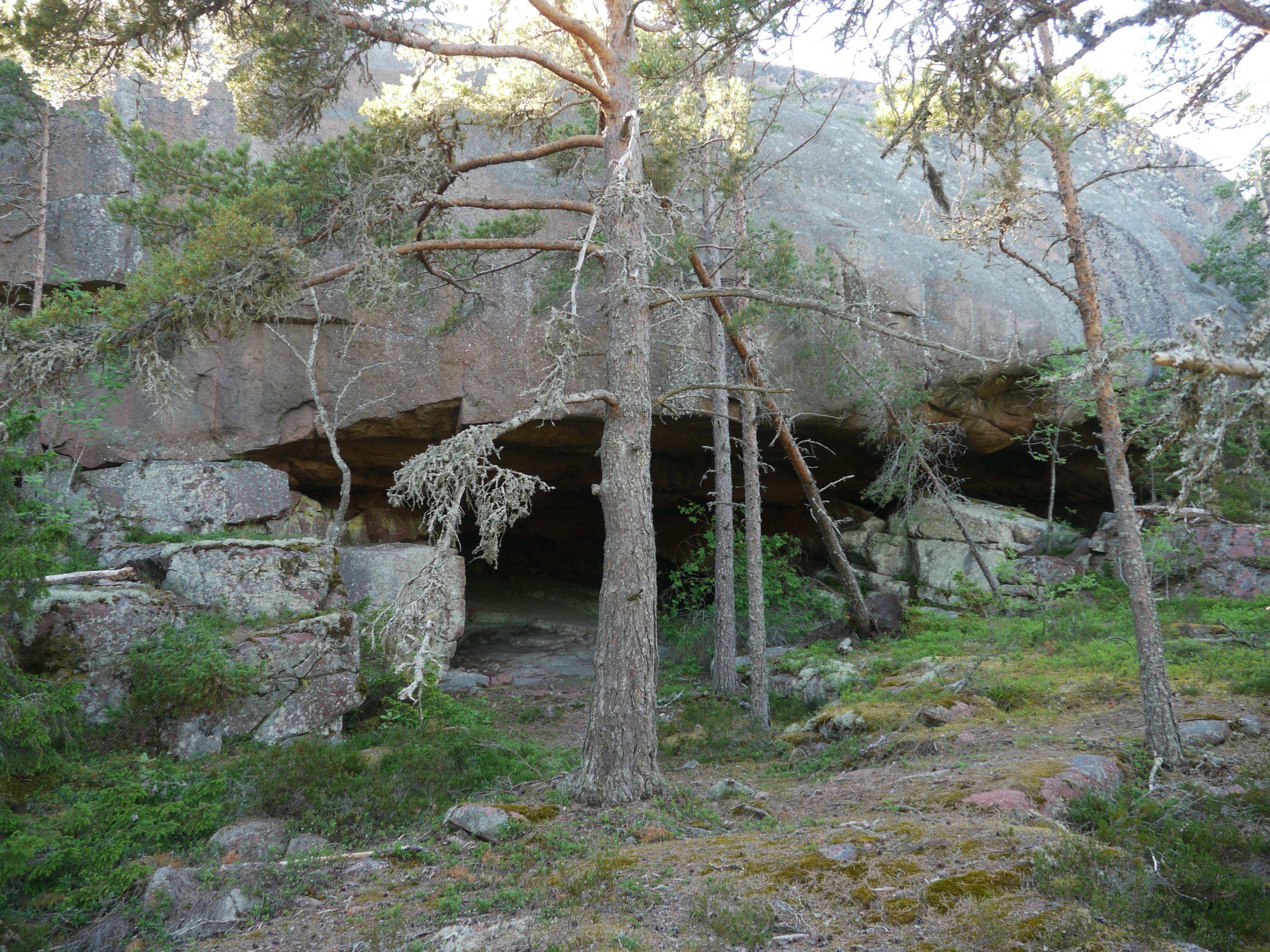
Boxögrottan även kallad Rövarkulan är Ålands största grotta.

Vid en 15 meter hög klippbrant på öns nordöstra del finns Boxögrottan som är en 12,5 meter djup förklyftningsgrotta. Den är 3,8 meter hög och 7,6 meter bred i mynningen. Grottan är Ålands största.

## Naturreservat
Sedan 1996 utgör delar av Boxö och den intilliggande Boxö ön samt delar av den omgivande arkipelagen ett naturreservat som inrättades i syfte att skydda landskapsbilden, växt- och djurlivet, urskogsartade områden samt den marina miljön. Naturreservatet förstorades något år 2015. Området ingår i det europeiska nätverket Natura 2000 som särskilt bevarandeområde och avser att för framtiden bevara bland annat naturtyperna vegetationsklädda havsklippor, skär och små öar i Östersjön, samt västlig tajga.

## Befolkningsutveckling
| Befolkningsutvecklingen i Boxö 1905–2020 | Befolkningsutvecklingen i Boxö 1905–2020 | Befolkningsutvecklingen i Boxö 1905–2020 | Befolkningsutvecklingen i Boxö 1905–2020 | Befolkningsutvecklingen i Boxö 1905–2020 |
| ---------------------------------------- | ---------------------------------------- | ---------------------------------------- | ---------------------------------------- | ---------------------------------------- |
|                                          |                                          |                                          |                                          |                                          |
| År                                       |                                          |                                          | Folkmängd                                |                                          |
| 1905                                     | 1905                                     |                                          | 26                                       |                                          |
| 1920                                     | 1920                                     |                                          | 11                                       |                                          |
| 1935                                     | 1935                                     |                                          | 9                                        |                                          |
| 1950                                     | 1950                                     |                                          | 6                                        |                                          |
| 1970                                     | 1970                                     |                                          | 4                                        |                                          |
| 1975                                     | 1975                                     |                                          | 5                                        |                                          |
| 1980                                     | 1980                                     |                                          | 5                                        |                                          |
| 1985                                     | 1985                                     |                                          | 3                                        |                                          |
| 1990                                     | 1990                                     |                                          | 3                                        |                                          |
| 1995                                     | 1995                                     |                                          | 2                                        |                                          |
| 2000                                     | 2000                                     |                                          | 2                                        |                                          |
| 2005                                     | 2005                                     |                                          | 2                                        |                                          |
| 2010                                     | 2010                                     |                                          | 0                                        |                                          |
| 2015                                     | 2015                                     |                                          | 0                                        |                                          |
| 2020                                     | 2020                                     |                                          | 0                                        |                                          |